# Петросян, Карлос Хачикович
Карлос Хачикович Петросян (арм. Կառլոս  Պետրոսյան, 3 февраля 1951 — село Гомадзор Севан) — армянский военный деятель, генерал-лейтенант.
- 1970—1975 — юридический факультет Ереванского государственного университета.
- 1975—1977 — работал помощником киномеханика, монтёром, рабочим.
- 1977—1984 — старший следователь ОВД города Севана.
- 1984—1988 — начальник следственного отдела ОВД Раздана.
- 1989—1992 — заместитель начальника.
- 1992—1993 — начальник следственного управления МВД Армении.
- 1996 — Начальник 6-го и 4-го управлений Министерства национальной безопасности Армении.
- 1997—1999 — являлся начальником главного следственного управления Министерства внутренних дел и национальной безопасности.
- 1999—2004 — был министром национальной безопасности Армении. Имеет ряд правительственных наград. Академик РАЕН 2001